# تکانه (فیلم ۱۹۹۵)
تکانه (به انگلیسی: Pulse) به شکل فرم داده شدهٔ P•U•L•S•E نام یک ویدئو از اجراهای زندهٔ گروه موسیقی پراگرسیو راک بریتانیایی پینک فلوید در تور زنگ دسته‌بندی است که در ۲۰ اکتبر ۱۹۹۴ در لندن ضبط شد.این فیلم در اصل به صورت وی‌اچ‌اس و لوح‌فشردهٔ لیزری در سال ۱۹۹۵ منتشر شد ولی هم اکنون به صورت دی‌وی‌دی نیز موجود است.در این اجراها راجر واترز بیسیست سابق گروه حضور ندارد. از نکات قابل ذکر این تورها اجرای کامل آلبوم نیمه تاریک ماه بود.

## لیست آهنگ‌ها در دی‌وی‌دی

### اجرای زنده
دیسک اول:
1. «بدرخش ای الماس مجنون» (گیلمور،واترز،رایت)
2. «آموختن پرواز» (گیلمور،آنتونی مور/باب ازرین/جان کرین)
3. «امیدهای زیاد» (گیلمور،پولی سمسون)
4. «پسش بگیر» (نیک لیرد-کلاوز،ازرین،گیلمور،سمسون)
5. «بازگشت به زندگی» (گیلمور)
6. «اندوه» (گیلمور)
7. «حرفتو ادامه بده» (گیلمور،رایت،سمسون)
8. «آجری دیگر در دیوار بخش ۲» (واترز)
9. «یه روز از این روزها» (گیلمور،میسن،رایت،واترز)

دیسک دو:
1. «با من صحبت کن» (میسن)
2. «نفس بکش» (گیلمور،واترز،رایت)
3. «پا به فرار» (گیلمور،واترز)
4. «زمان» (گیلمور،میسن،رایت،واترز)
5. «کنسرتی بزرگ در آسمان» (رایت،کلیر توری)
6. «پول» (واترز)
7. «ما و آن‌ها» (واترز،رایت)
8. «هر رنگی که دوست داری» (گیلمور،میسن،رایت)
9. «اختلال ذهنی» (واترز)
10. «کسوف» (واترز)
11. «کاش این‌جا بودی» (گیلمور،واترز)
12. «بی‌حس و راحت» (گیلمور،واترز)
13. «بدو بزن به چاک» (گیلمور،واترز)

### مشمولات ویژه
Bootlegging the Bootleggers:
1. «از من چه می‌خواهی» (گیلمور،سمسون)
2. «هنگام روی برگرداندن» (گیلمور،مور)
3. «قطب‌های جدا» (لیرد-کلاوزد،گیلمور،سمسون)
4. «ماروند» (گیلمور،رایت)

فیلم‌های نمایشی:
1. «بدرخش ای الماس مجنون»
2. «آموختن پرواز»
3. «امیدهای زیاد»
4. «با من صحبت کن» (گرافیکی)
5. «پا به فرار»
6. (زمان» (۱۹۹۴«
7. «کنسرتی بزرگ در آسمان» (موج)
8. (پول» (۱۹۸۷«
9. (ما و آن‌ها» (۱۹۸۷«
10. «اختلال ذهنی»
11. «کسوف»
12. نسخه‌های جایگزین:
  1. (زمان» (Ian Eames«
  2. (پول» (Alien«
  3. (با من صحبت کن« (۱۹۸۷»
  4. «کنسرتی بزرگ در آسمان» (انیمیشن)
  5. (ما و آن‌ها« (۱۹۹۴»

غیره:
1. گالری عکس
2. طرح جلد
3. نقشه های تور
4. سفرنامه